# シュティーア (仮装巡洋艦)
|           | |
| 艦歴      | |
| 発注      | |
| 起工      | |
| 進水      | |
| 就役      | 1941年11月11日                                                                                                |
| 退役      | |
| その後    | 1942年8月27日撃沈                                                                                             |
| 除籍      | |
| 性能諸元  | |
| トン数    | 4,778トン |
| 長さ      | 408.5 ft |
| 幅        | 56.6 ft |
| 吃水      | 21.4 ft |
| 機関      | |
| 最大 出力 | |
| 航続 距離 | - 海里（重油：-トン）                                                                                         |
| 速力      | 14.5（14）ノット                                                                                              |
| 乗員      | 324名 |
| 兵装      | 5.9インチ砲6基 SK C/30 3.7cm（83口径）連装機関砲2基 C/30 2cm（65口径）単装機関銃4基 21インチ水中魚雷発射管2基 |
| 装甲      | なし |
| 航空 兵装 | Ar 231水上機×2（これは全く使い物にならないものであった）                                                      |
| 出典      | |

シュティーア (Stier) は第二次世界大戦時のドイツの仮装巡洋艦。
前身は1936年進水のAtlas Levante-Linieの貨物船「Cairo」。第二次世界大戦勃発後徴用され、バルト海でのピケット任務に従事した。1941年4月からオランダのWilton Yards、次いでドイツで仮装巡洋艦への改装が行われ、同年11月11日に完了。艦長Horst Gerlach中佐の妻のアストロロジカル・サインである金牛宮からシュティーアと命名された。
1942年5月12日、「シュティーア」はロッテルダムより出航。水雷艇「ファルケ」、「イルティス」、「コンドル」、「ゼーアドラー」、掃海艇16隻に護衛されてベルギー、フランス沿岸を進んだ。ドーバー海峡では砲台からの砲撃を受けたが、被害はなかった。次いでイギリスの魚雷艇群による攻撃を受けて「イルティス」と「ゼーアドラー」が撃沈された。「シュティーア」には被害はなく、「コンドル」と「ファルケ」に護衛されてブローニュに避難した。この後は「シュティーア」は夜間の単距離移動を繰り返してジロンド川へ向かった。5月20日、「シュティーア」はロワイヤンから大西洋へ出航した。「シュティーア」の作戦海域はアフリカと南アメリカの中間地点であった。
6月4日、「シュティーア」は鉄鉱石を積んだイギリス船「Gemstone」（4986トン）を沈めた。「シュティーア」は朝陽を背にして「Gemstone」に接近し砲撃し、そのため相手の姿が確認できず「Gemstone」の船長は当初は潜水艦による攻撃と考えていた。「シュティーア」の砲撃は技量不足により命中しなかったが、相手が仮装巡洋艦とわかると「Gemstone」は降伏した。
6月6日、パナマの空荷のタンカー「Stanvac Calcutta」（10170または10169トン）を撃沈した。「シュティーア」の停船命令と警告射撃に対し、戦わずして降伏するつもりの無かった「Stanvac Calcutta」は発砲し戦闘となった。この戦闘で「シュティーア」は砲の一つに被弾してそこの要員が全員戦死したとも、前檣と後部居住区に被弾し、後者では2名が負傷したともいう。また、「シュティーア」は砲弾123発と魚雷1本、もしくは5.9インチ砲弾148発と魚雷1本を消費した。
「シュティーア」は給油を受けるために6月10日と27日にタンカー「Charlotte Schliemann」と会い、また捕虜をそちらへ移した。
7月29日に「シュティーア」はセントヘレナの北で仮装巡洋艦「ミヒェル」会い、両艦長は共同作戦を行うことにしたものの、すぐに両艦は別行動となった。
8月9日、空荷のイギリス船「Dalhousie」（7072または7250トン）を発見。「シュティーア」は気づかれないように「Dalhousie」に接近した。「シュティーア」からの警告射撃を停船命令を受けると「Dalhousie」は逃走を図ったが、「シュティーア」に追いつかれてその射程内に入ると退船命令に従った。「Dalhousie」は魚雷で沈められた。
Gerlachは南アフリカ西岸行きを求めたが認められず、代わりにトリスタンダクーニャ諸島が通商破壊艦の拠点として使用できるかどうかの調査を命じられた。「シュティーア」はゴフ島に滞在して修理を行い、そこが修理を行える安全な場所であると報告した。また、8月27日にはそこで「Charlotte Schliemann」と会い補給を受けた。同船はバタビアへ行き、捕虜は日本側に引き渡されることを知ると、Gerlachは「Gemstone」の船長であったGriffithsを「シュティーア」に戻した。
9月4日、フランス船「Pasteur」を発見するが、相手の方が速く接近不可能であった。9月19日にも船を発見し、一日近く追跡するも追いつけなかった。そのようなことの後、「シュティーア」は「ミヒェル」および封鎖突破船「Tannenfels」と会った。「ミヒェル」とは2日後に分かれたが、「シュティーア」と「Tannenfels」はともに漂流しながら修理を行うことにした。
8月27日、アメリカ船「スティーヴン・ホプキンス」との近距離での交戦で相打ちとなった。視界不良をもたらしていた雨が突如上がったとき「シュティーア」のそばに「スティーヴン・ホプキンス」がおり、「スティーヴン・ホプキンス」側に降伏の意思がなかったため戦闘となった。撃ち合いの結果、「シュティーア」は電力は断たれ、火災は制御不能となり、航行も不能となる。火災は魚雷の保管場所に迫り、総員退艦となった。乗員の退艦後、「シュティーア」は爆発を起こし、沈没した。乗員3名が戦闘で死亡し、生存者は「Tannenfels」に収容された。「スティーヴン・ホプキンス」も航行不能となり、炎上し、沈没した。
Gerlachは帰還後、正体不明のアメリカ軍艦と遭遇した、と報告した。また、彼は「スティーヴン・ホプキンス」の武装を5，9インチ砲1門と、4ないし5インチ砲6門と40mmおよび20mm砲と推測しているが、実際は4インチ砲1門と37mm砲及び機関砲のみであった。実際の相手がなんであったか知らされても、彼は最初それを信じなかった。